# Montegridolfo
Montegridolfo – miejscowość i gmina we Włoszech, w regionie Emilia-Romania, w prowincji Rimini.

## Demografia
Według danych na styczeń roku 2012 gminę zamieszkiwało 1 036 a gęstość zaludnienia wynosiła 152,4 os./km².